# Razlosjka Kotlovina
Razlosjka Kotlovina (bulgariska: Разлошка Котловина) är en dal i Bulgarien.   Den ligger i regionen Blagoevgrad, i den sydvästra delen av landet, 90 km söder om huvudstaden Sofia.
I omgivningarna runt Razlosjka Kotlovina växer i huvudsak barrskog. Runt Razlosjka Kotlovina är det ganska glesbefolkat, med 38 invånare per kvadratkilometer.